# Linguistique du Livre de Mormon
 (février 2018).
 (février 2018).
L’Église de Jésus-Christ des saints des derniers jours considère le Livre de Mormon comme la traduction par Joseph Smith (au XIXe siècle) d’un récit historique des habitants de l’Amérique pré-colombienne écrit et compilé entre 600 av. J.-C. et 421 apr. J.-C.. D’après Joseph Smith, ce récit était écrit sur des plaques métalliques dans une langue qu’il qualifiait d’égyptien réformé.
Partisans et détracteurs du Livre de Mormon l’ont analysé d’un point de vue linguistique cherchant à démontrer le bien-fondé de leurs thèses. Les critiques de ce livre auraient ainsi relevé des anachronismes linguistiques tandis que les exégètes mormons auraient découvert des formes stylistiques présentant des similitudes avec l’égyptien et l’hébreu.

## Chiasmes

### Histoire et définition du chiasme et exemples bibliques
Le chiasme est une figure de rhétorique dans la Bible qui a pour effet de donner du rythme à une phrase. Les éléments de deux groupes parallèles sont inversés. Le chiasme peut souligner l'union de deux réalités ou renforcer une antithèse. Cette structure a été analysée par des  exégètes et des linguistes catholiques tels que Marcel Jousse, Albert Vanhoye ou Roland Meynet, aussi bien dans l'Ancien Testament que dans le Nouveau Testament.

### Chiasmes dans le Livre de Mormon
Divers exégètes mormons ont relevé des structures s'apparentant à des chiasmes dans le Livre de Mormon. Cette forme étant hébraïque à l’origine, les chiasmes seraient selon les mormons une indication de l'origine hébraïque de leur livre sacré.
Des dizaines d'autres textes continus ont été relevés comme chiasmatiques. D'autres encore ne sont pas des textes continus mais des structures de chapitres ou de livres qui s'articulent selon une disposition chiasmatique (Alma chapitre 36, 1er Livre de Néphi, Livre de Mosiah).

### Critique de l'argumentation mormone
Les critiques contestent les conclusions des exégètes mormons pour deux principales raisons :
Les chiasmes présentés sont subjectifs
Les chapitres ou livres présentés comme chiasmatiques ne le sont que par la sélection subjective de certains passages laissant de côté l'immense majorité de ces livres ou chapitres.
Quant aux chiasmes apparemment plus clairs (comme Mosiah 3:18-19), ils pourraient aussi s'expliquer par les répétitions importantes du Livre de Mormon.
La présence de chiasmes ne prouve pas l'origine hébraïque de l’œuvre
De nombreux auteurs, tant antiques que contemporains, ont utilisé des chiasmes dans leurs écrits, par exemple :
```
Molière

(a) Il faut manger 
 (b) pour vivre 
 (b) et non pas vivre 
(a) pour manger.
```

Des chiasmes se retrouvent également dans plusieurs ouvrages du XIXe siècle et même dans les Doctrine et Alliances, écrits directement par Joseph Smith (sous la dictée de Dieu si l’on croit à ses affirmations) mais sans nulle base d’un texte hébraïque.
De plus, Joseph Smith a pu tout simplement s’inspirer des chiasmes présents dans la Bible :

« Même s'il pouvait être établi qu'il y a de véritables chiasmes dans le Livre de Mormon, cela ne prouvera rien de plus que Joseph Smith s'est inspiré des passages chiasmiques trouvés dans la Bible. (Jerald & Sandra Tanner, A Black Hole in the Book of Mormon, 1989) »

## Analyses statistiques du texte

### Stylométrie
La stylométrie est une méthode d’analyse statistique de textes afin d’identifier leur auteur. Celle-ci a été utilisée pour attribuer ou non des œuvres à un auteur précis (comme William Shakespeare) ou pour comparer des styles littéraires.
En 1980, des chercheurs mormons à l’université Brigham Young ont utilisé ce type de technique (Wordprint) pour déterminer les auteurs possibles du Livre de Mormon, affirmant être arrivés à la conclusion que les passages choisis ne ressemblaient à aucun de ceux des auteurs supposés du Livre de Mormon au XIXe siècle, y compris Joseph Smith.
Les mormons rejettent généralement leur conclusion[pas clair], contestant les données utilisées et la méthodologie employée.

### Parallèles
Thomas Donofrio a affirmé avoir trouvé des centaines de parallèles entre des expressions du Livre de Mormon et des écrits de personnages du XVIIIe et XIXe siècles.
Les exégètes mormons considèrent ces parallèles normaux étant donné que le Livre de Mormon est une traduction par un personnage vivant au XIXe siècle et qu’il utilisait des tournures de phrase qui lui étaient familières.

### Reprises de passages de la Bible du Roi Jacques
Le Livre de Mormon contient des similitudes avec la version anglaise de la Bible (dite King James Version) et certains passages semblent avoir été recopiés depuis la Bible (entre autres 478 versets d’Ésaïe). Les exégètes mormons considèrent que Joseph Smith, n'ayant pas écrit le Livre de Mormon mais l’ayant traduit, a fait comme tout traducteur qui, lorsqu'une partie d'un texte a déjà été traduite, ne la retraduit pas, mais la recopie.

## Noms propres
Le Livre de Mormon contient plus de 300 noms propres, qui pourraient permettre de déterminer l’origine du livre. En effet, les noms propres sont généralement bien préservés car ils sont reproduits phonétiquement, y compris dans une traduction.
Ainsi, le Livre de Mormon contient :
- des noms hébreux : Lehi, Lemuel, Ammon, Enos, etc. ;
- des noms égyptiens : Paanchi, Pahoran, etc. ;
- des noms grecs : Antipas, Archeantus, Zenos, etc.

Si la présence de noms hébreux et égyptiens est selon les mormons un argument en faveur de l’origine hébraïque/égyptienne du livre, la présence de noms grecs semble disqualifier cette origine, sauf à considérer les relations entre les peuples du pourtour méditerranéen.

## Concepts anachroniques
Le Livre de Mormon présente certains concepts  dans la langue employée, qui semblent en contradiction avec les concepts connus dans l’Amérique pré-colombienne ou le monde juif du temps de Léhi.

### Apparition du terme «chrétien»
Certains critiques avancent que le terme « chrétien » (Alma 46:13-16) ne peut pas se trouver ailleurs que dans la Bible avant que les disciples du Christ ne se soient qualifiés de chrétiens, ce qui arriva pour la première fois dans la ville d'Antioche dans les années 40.